# Государственная библиотека Виктории

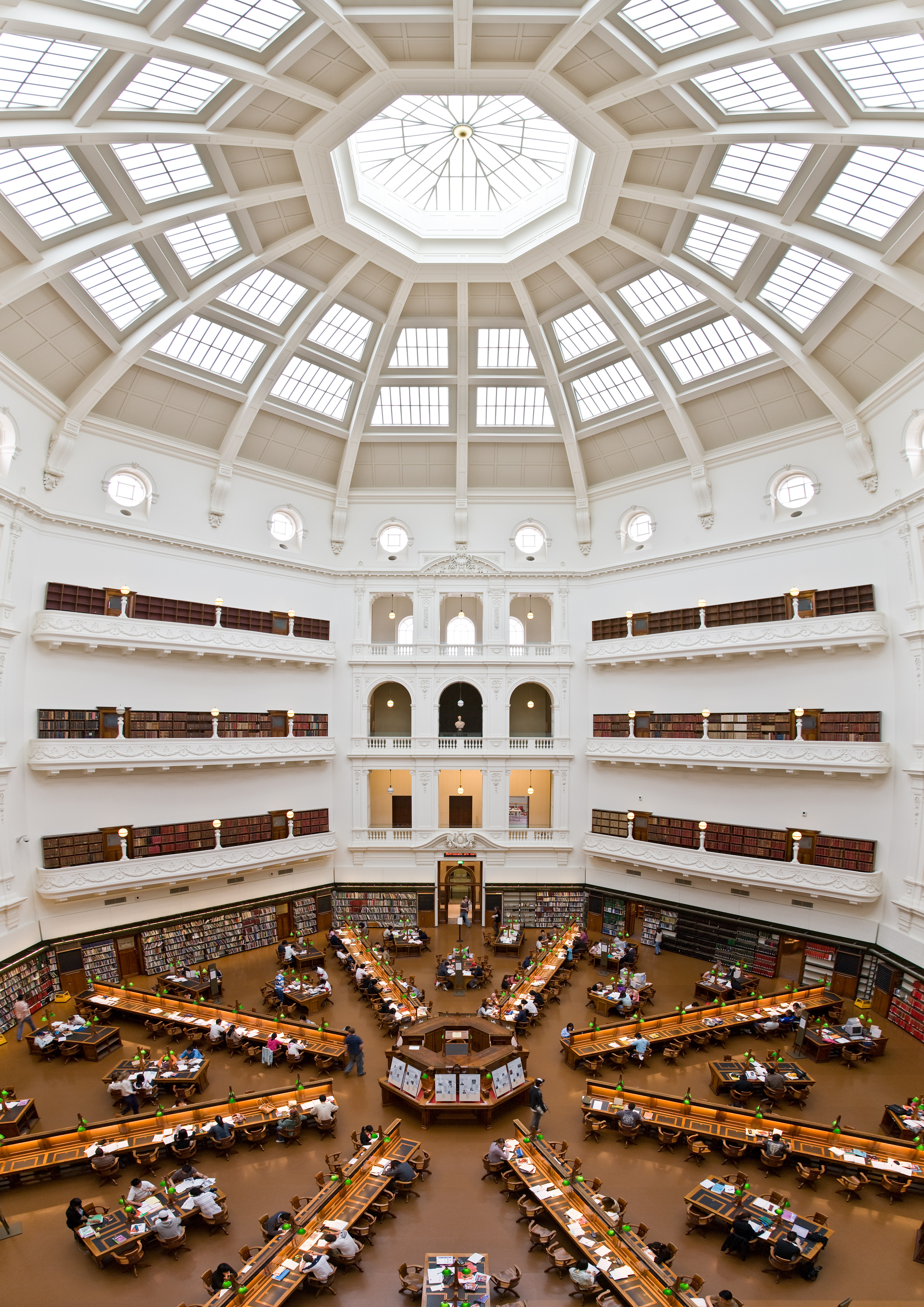
Читальный зал Ла Троба

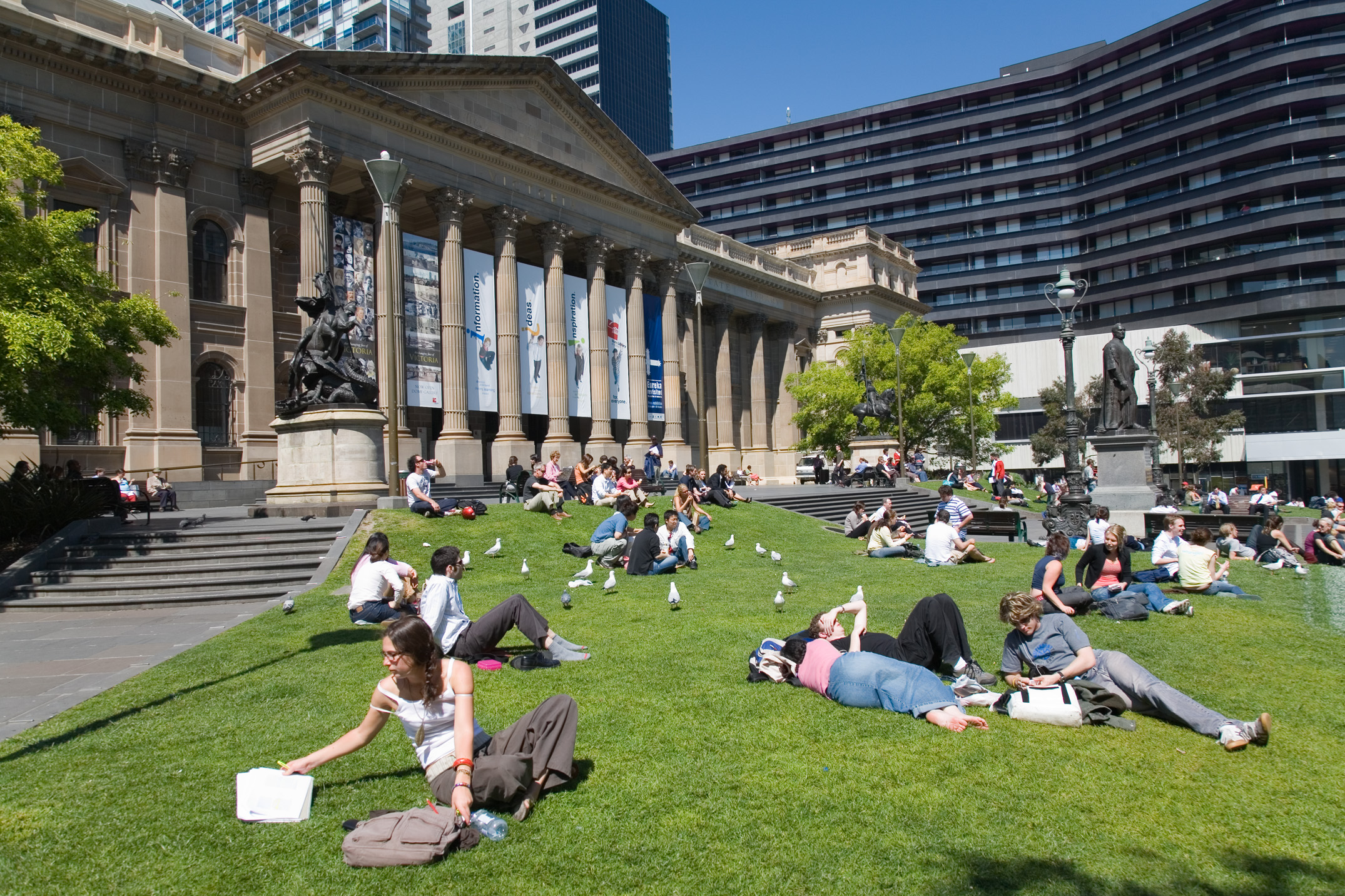
Газон и главный вход в Библиотеку

Госуда́рственная библиоте́ка Викто́рии (англ. State Library of Victoria) — центральная и крупнейшая библиотека штата Виктория, Австралия. Располагается в столице штата, городе Мельбурн. Здание занимает целый квартал между улицами Свенстон, Ла-Троб, Рассел и Литл-Лансдейл, в северной части Центрального делового района Мельбурна. Хранилища библиотеки вмещают более 1,5 миллионов томов книг и 16 000 периодических изданий. Среди сокровищ библиотеки — дневники основателей города Джона Бэтмана и Джона Паскоу Фокнера, а также труды капитана Джеймса Кука.
Решение построить Библиотеку было принято в 1853 году по настоянию лейтенант-губернатора Виктории Чарльза Ла Троба. Был объявлен конкурс на лучший проект здания Библиотеки, в котором победил местный архитектор Джозеф Рид, в дальнейшем создавший проекты для Центрального Зала Мельбурна и Королевского выставочного центра.
3 июля 1854 года только что назначенный губернатором Сэр Чарльз Хотэм заложил камень в основание новой Библиотеки и одновременно Университета Мельбурна. Библиотека была открыта в 1856 году. Книжная коллекция на этот момент насчитывала 3 800 томов. Президентом попечительного совета был назначен Сэр Редмонд.
В здании, которое сейчас занимает Библиотека, первоначально, кроме неё, располагались также Национальная галерея Виктории и Мельбурнский музей. Для Галереи было построено новое здание, куда она переехала в 1960 годы. Мельбурнский музей переместился в новое помещение в 1990-х годах.
Примыкающий к главному входу в Библиотеку газон, является популярным местом отдыха для работников близлежащих офисов и студентов расположенного поблизости Технологического университета. Здесь же можно увидеть целый ряд статуй и памятников. Первоначально, в период с 1860-х до 1937 года, парк украшала пара бронзовых львов. В настоящий момент здесь находятся статуя Сэра Редмонда Барри, которая была установлена в 1887 году; статуя Святого Георгия, убивающего дракона, английского скульптора Джозефа Эдгара Боема, установленная в 1889 году; статуя Жанны Д'Арк, которая была установлена в 1907 году и являющаяся копией скульптуры французского скульптора Эммануэля Фремье; и скульптура Чарльза Ла Троба, австралийского скульптора Питера Корлетта, установленная в 2007 году. Каждое воскресенье здесь с 14:30 до 17:30 проводится ораторский форум, где каждый может выступить по любому интересующему его вопросу.